# دین بنت
دین بنت (انگلیسی: Dean Bennett؛ زادهٔ ۱۳ دسامبر ۱۹۷۷) بازیکن فوتبال اهل بریتانیا است.
از باشگاه‌هایی که در آن بازی کرده‌است می‌توان به باشگاه فوتبال وست برومویچ آلبیون، باشگاه فوتبال دانداک، باشگاه فوتبال کیدرمینستر هاریرس، باشگاه فوتبال ورکسام، و باشگاه فوتبال سولیهال مورس اشاره کرد.
وی همچنین در تیم‌های ملی فوتبال England national football C team و League of Ireland XI بازی کرده‌است.